# Saharobuthus elegans
Genre
Espèce
Saharobuthus elegans, unique représentant du genre Saharobuthus, est une espèce de scorpions de la famille des Buthidae.

## Distribution
Cette espèce est endémique de la région de Dakhla-Oued Ed-Dahab au Maroc. Elle se rencontre à 430 m d'altitude dans l'Adrar Sotuf.

## Description
Le mâle holotype mesure 56,0 mm.

## Publication originale
- Lourenço & Duhem, 2009 : « Saharo-Sindian buthid scorpions; description of two new genera and species from Occidental Sahara and Afghanistan. » ZooKeys, no 14, p. 37-54 (texte intégral).